# Oxypoda bachyptera
Oxypoda bachyptera är en skalbaggsart som först beskrevs av Stephens 1832.  Oxypoda bachyptera ingår i släktet Oxypoda och familjen kortvingar. Inga underarter finns listade i Catalogue of Life.